# إيرنيستو دي لا بينيا
إيرنيستو دي لا بينيا (بالإسبانية: Ernesto de la Peña) هو لغوي وكاتب مكسيكي، ولد في 21 نوفمبر 1927 في مدينة مكسيكو في المكسيك، وتوفي بنفس المكان في 10 سبتمبر 2012.